# Erdal Barkay
Erdal Barkay (ur. 14 marca 1928, zm. 3 października 2005) – turecki lekkoatleta, olimpijczyk.
Uczestnik igrzysk olimpijskich w Londynie (1948). W biegu na 110 metrów przez płotki odpadł w eliminacjach. Sztafeta 4 × 100 metrów w składzie: Kemal Aksur, Erdal Barkay, Raşit Öztaş i Ruhi Sarıalp, również odpadła w eliminacjach (zostali zdyskwalifikowani). Cztery lata później ponownie brał udział w eliminacjach na 110 metrów przez płotki, również w nich odpadając.
W 1948 roku biegł w sztafecie 4 × 100 metrów, która pobiła rekord Turcji.
Rekordy życiowe: 110 m przez płotki – 14,8 s (1952).